# Cobham (Kent)
Cobham – wieś w Anglii, w hrabstwie Kent, w dystrykcie Gravesham. Leży 16 km na północny zachód od miasta Maidstone i 39 km na wschód od centrum Londynu. W 2001 miejscowość liczyła 1456 mieszkańców.